# Talkartoons
Talkartoons é uma séries de 42 curta-metragens de animação produzido pelo Fleischer Studios e distribuídos pela Paramount Pictures entre 1929 e 1932, sucedendo a série Out of the Inkwell.

## História
Depois que surgiu a primeira animação sonora Steamboat Willie (1928) de Walt Disney, os irmãos Fleischer queriam evoluir suas produções. Daí, os irmãos Fleischer assinaram o acordo com Paramount Pictures. Com o sucesso da série Screen Songs que havia sucedido os desenhos musicais do palhaço Ko-Ko, Max decidiu trabalhar em uma nova série de desenhos animados junto com seu irmão Dave, onde os personagem interagem com os diálogos. Daí, surgiu o nome "Talkartoons", formado pelas palavras inglesas Talk ("fala") com o Cartoon ("Desenho animado"). O primeiro desenho da série foi Noah's Lark (1929). O irmão de Max, Lou Fleischer, era habilidoso com a música e com a matemática e ele desempenhou o progresso do estúdio.
No ano seguinte, o cão Fitz de Out of the Inkwell evoluíu para o cachorro da raça Border collie com o nome de Bimbo (tem esse nome por ser "o bobo") e ele fez sua estreia em Hot Dog (1930), que foi o primeiro episódio a usar a escala de cinza, já que antes as cores eram apenas preto e branco sem o cinza. Em Wise Flies (1930), o desenho introduziu os créditos dos animadores. Em Dizzy Dishes (1930), o desenho introduziu Betty Boop, que aparece como um poodle antropomorfizado.
Em 1932, Betty Boop fez tanto sucesso que ganhou sua própria série. Desde então, Talkartoons foi sucedido e seu último desenho foi "The Betty Boop Limited".

## Filmografia
A série possui apenas 42 desenhos animados.
| #    | Título                              | Data de lançamento      | Animadores                       | Notas |
| ---- | ----------------------------------- | ----------------------- | -------------------------------- | --- |
| 1    | Noah's Lark                         | 25 de outubro de 1929   | Sem créditos.                    | - Primeiro título em Talkartoons. - Primeiro título da temporada de 1929 a 1930. |
| 2    | Marriage Wows                       | 8 de janeiro de 1930    | Sem créditos                     | - Este é um desenho perdido. |
| 3    | Radio Riot                          | 13 de fevereiro de 1930 | Sem créditos                     | - A história de ninar transmitido no final do desenho foi escrito por EY Harburg. |
| 4    | Hot Dog                             | 29 de março de 1930     | Sem créditos                     | - Primeira aparição de Bimbo. - Primeiro desenho de Fleischer a estrear tons de cinzas. - Primeira atuação de Lou Fleischer. |
| 5    | Fire Bugs                           | 9 de maio de 1930       | Ted Sears Grim Natwick           | - Primeiro desenho de Fleischer a introduzir créditos de animadores. |
| 6    | Wise Flies                          | 18 de julho de 1930     | Willard Bowsky Ted Sears         | - Último título da temporada de 1929 a 1930. - O animador Grim Natwick não foi creditado. |
| 7    | Dizzy Dishes                        | 9 de agosto de 1930     | Grim Natwick Ted Sears           | - Primeira aparição de Betty Boop em sua forma de uma poodle antropomórfica. - Primeira aparição do novo design de título que permaneceria deste desenho em diante. - Primeiro título da temporada de 1930 a 1931. |
| 8    | Barnacle Bill                       | 31 de agosto de 1930    | Rudy Zamora Seymour Kneitel      | - O animador Grim Natwick não foi creditado. |
| 9    | Swing You Sinners!                  | 24 de setembro de 1930  | Willard Bowsky Ted Sears         | |
| 10   | Grand Uproar                        | 3 de outubro de 1930    | Seymour Kneitel Al Eugster       | |
| 11   | Sky Scraping                        | 1 de novembro de 1930   | Ted Sears Willard Bowsky         | - Primeira vez em que Bimbo é chamado pelo seu nome. |
| 12   | Up to Mars                          | 20 de novembro de 1930  | Rudy Zamora Jimmie Culhane       | |
| 13   | Accordion Joe                       | 12 de dezembro de 1930  | Desconhecido                     | - Este é um desenho perdido. - Algumas fontes rotulou incorretamente este desenho como o lançamento de 1929. |
| 14   | Mysterious Mose                     | 26 de dezembro de 1930  | Willard Bowsky Ted Sears         | |
| 1931 |                                     |                         |                                  | |
| #    | Título                              | Data de lançamento      | Animadores                       | Notas |
| 15   | Ace of Spades                       | 16 de janeiro           | Rudy Zamora Al Eugster           | |
| 16   | Tree Saps                           | 3 de fevereiro          | Desconhecido                     | |
| 17   | Teacher's Pest                      | 7 de fevereiro          | Grim Natwick Seymour Kneitel     | |
| 18   | The Cow's Husband                   | 13 de março             | Jimmie Culhane R. Eggeman        | - A dança do touro foi feito pelo rotoscópio. |
| 19   | The Bum Bandit                      | 3 de abril              | Willard Bowsky Al Eugster        | |
| 20   | The Male Man                        | 24 de abril             | Ted Sears Seymour Kneitel        | |
| 21   | Twenty Legs Under the Sea           | 5 de maio               | Willard Bowsky Tom Bonfiglio     | |
| 22   | Silly Scandals                      | 23 de maio              | Desconhecido                     | - Primeira vez em que Betty Boop é chamada pelo seu nome, assim que sua aparência física ficou esbelta. - Possivelmente o primeiro desenho do Talkartoon a colocar o nome dos animadores e do diretor em cenas separadas. |
| 23   | The Herring Murder Case             | 26 de junho             | Desconhecido                     | - Primeira vez que Bimbo é animado com seu design mais conhecido. - Primeira vez em que o palhaço Koko aparece falando. |
| 24   | Bimbo's Initiation                  | 24 de julho             | Desconhecido                     | - Colocado em 37ª posição no livro 50 Greatest Cartoons. - Último título da temporada de 1930 a 1931. |
| 25   | Bimbo's Express                     | 22 de agosto            | Desconhecido                     | - Primeiro título da temporada de 1931 a 1932. |
| 26   | Minding the Baby                    | 9 de setembro           | Desconhecido                     | |
| 27   | In the Shade of the Old Apple Sauce | 16 de outubro           | Desconhecido                     | - Este é um desenho perdido. |
| 28   | Mask-A-Raid                         | 7 de novembro           | Desconhecido                     | - Primeira vez que Betty é destacada como humana, e suas orelhas de cachorro poodle são trocados por brincos de argolas. |
| 29   | Jack and the Beanstalk              | 21 de novembro          | Desconhecido                     | - Última vez que Betty Boop se destaca como um cão. |
| 30   | Dizzy Red Riding Hood               | 12 de dezembro          | Desconhecido                     | |
| 1932 |                                     |                         |                                  | |
| #    | Título                              | Data de lançamento      | Animadores                       | Notas |
| 31   | Any Rags?                           | 2 de janeiro            | Willard Bowsky Thomas Bonfiglio  | - As impressões atuais existem com títulos originais. |
| 32   | Boop-Oop-a-Doop                     | 16 de janeiro           | Desconhecido                     | - Primeira aparição da música "Sweet Betty", na qual seria a música tema de Betty Boop. |
| 33   | The Robot                           | 5 de fevereiro          | Desconhecido                     | |
| 34   | Minnie the Moocher                  | 11 de março             | Willard Bowsky Ralph Somerville  | - Música composta por Cab Calloway e sua orquestra. Este curta contém a metragem recém conhecida dele e de sua orquestra. - A dança de uma morsa foi o movimento de Calloway feito através do rotoscópio. - Primeira vez em que Betty Boop demonstra ter uma descendência judaica. - Colocado em 20ª posição no livro The 50 Greatest Cartoons. |
| 35   | Swim or Sink                        | 11 de março             | Seymour Knitel Bernard Wolf      | - A tela do título original provavelmente animou o título do curta. Como resultado disto, as impressões da televisão renomeou o título para SOS. |
| 36   | Crazy Town                          | 25 de abril             | James H. Culhane David Tendlar   | - Contém cartão de título do especial de live-action. - A dança de Betty é feita pelo rotoscópio. |
| 37   | The Dancing Fool                    | 8 de abril              | Seymour Kneitel Bernard Wolf     | |
| 38   | Chess-Nuts                          | 13 de abril             | James H. Culhane William Henning | |
| 39   | A Hunting We Will Go                | 29 de abril             | Alfred Eugster Rudolph Eggeman   | |
| 40   | Hide and Seek                       | 26 de maio              | Roland Crandall                  | |
| 41   | Admission Free                      | 10 de junho             | Thomas Johnson Rudolph Eggeman   | |
| 42   | The Betty Boop Limited              | 1 de julho              | Willard Bowsky Thomas Bonfiglio  | - Último título da temporada de 1931 a 1932. - O último da série Talkartoons. Depois deste os desenhos são produzidos para a série sucessora Betty Boop. |